# Hugo Kükelhaus
 (février 2022).
La mise en forme du texte ne suit pas les recommandations de Wikipédia : il faut le « wikifier ».
Les points d'amélioration suivants sont les cas les plus fréquents. Le détail des points à revoir est peut-être précisé sur la page de discussion.
- Les titres sont pré-formatés par le logiciel. Ils ne sont ni en capitales, ni en gras.
- Le texte ne doit pas être écrit en capitales (les noms de famille non plus), ni en gras, ni en italique, ni en « petit »…
- Le gras n'est utilisé que pour surligner le titre de l'article dans l'introduction, une seule fois.
- L'italique est rarement utilisé : mots en langue étrangère, titres d'œuvres, noms de bateaux, etc.
- Les citations ne sont pas en italique mais en corps de texte normal. Elles sont entourées par des guillemets français : « et ».
- Les listes à puces sont à éviter, des paragraphes rédigés étant largement préférés. Les tableaux sont à réserver à la présentation de données structurées (résultats, etc.).
- Les appels de note de bas de page (petits chiffres en exposant, introduits par l'outil «  Source ») sont à placer entre la fin de phrase et le point final[comme ça].
- Les liens internes (vers d'autres articles de Wikipédia) sont à choisir avec parcimonie. Créez des liens vers des articles approfondissant le sujet. Les termes génériques sans rapport avec le sujet sont à éviter, ainsi que les répétitions de liens vers un même terme.
- Les liens externes sont à placer uniquement dans une section « Liens externes », à la fin de l'article. Ces liens sont à choisir avec parcimonie suivant les règles définies. Si un lien sert de source à l'article, son insertion dans le texte est à faire par les notes de bas de page.
- La présentation des références doit suivre les conventions bibliographiques. Il est recommandé d'utiliser les modèles {{Ouvrage}}, {{Chapitre}}, {{Article}}, {{Lien web}} et/ou {{Bibliographie}}. Le mode d'édition visuel peut mettre en forme automatiquement les références.
- Insérer une infobox (cadre d'informations à droite) n'est pas obligatoire pour parachever la mise en page.

Pour une aide détaillée, merci de consulter Aide:Wikification.
Si vous pensez que ces points ont été résolus, vous pouvez retirer ce bandeau et améliorer la mise en forme d'un autre article.

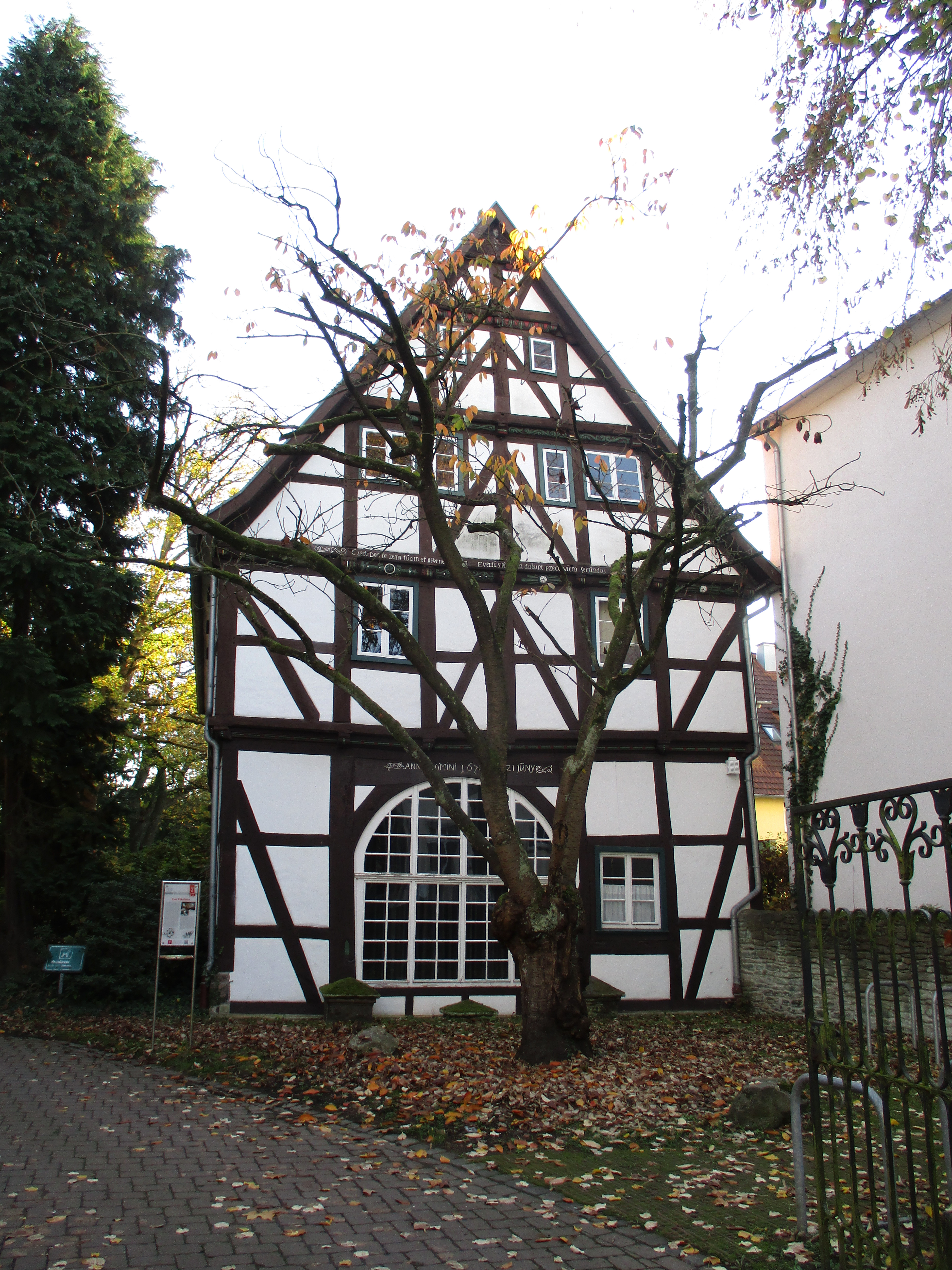
La maison dite "inestimable", où Hugo Kükelhaus a vécu pendant trois décennies, est devenue un monument historique de la ville de Soest

Hugo Kükelhaus (24 mars 1900 - 5 octobre 1984) était un charpentier, écrivain, pédagogue, philosophe et artiste allemand. Kükelhaus est surtout connu pour ses jouets pour bébés « allbedeut » et le Erfahrungsfeld zur Entfaltung der Sinne. Tout au long de sa vie, il a présenté ses vues pour un cadre de vie à l'échelle humaine dans des conférences et des publications. Il est également considéré comme un signe avant-coureur de la conception de jouets pour bébés qui répondent aux exigences de la pédagogie et de la psychologie du développement. Il a acquis une reconnaissance internationale pour sa conception de 30 "stations d'expérience" au pavillon allemand de l'Exposition universelle de 1967 à Montréal. Ses idées sont pertinentes pour les théories contemporaines de l'intelligence, de la technologie éducative et de la conception d'environnements d'apprentissage.

## Enfance et jeunesse
Kükelhaus a grandi comme l'aîné de cinq enfants dans une maison étroitement liée à l'artisanat, son père étant président de l'association des charpentiers de la ville de Essen et impliqué dans la réorganisation des associations de métiers de l'artisanat allemand. En 1919, Kükelhaus termine son Abitur à Essen, commence un apprentissage de charpentier à Essen et, en tant que compagnon (Geselle) itinérant, voyage à travers l'Allemagne, la Scandinavie et les pays baltes. En 1925, il obtient son certificat de maître charpentier de la chambre des métiers d'Arnsberg. Au cours des années suivantes, il a étudié la sociologie, la philosophie, les mathématiques/logique et la physiologie aux universités de Heidelberg, Münster et Königsberg.

## Écriture
La relation étroite entre la recherche et la pratique était un thème central dans chacune des réalisations de la vie de Kükelhaus. En 1932, il publie son premier livre Das Gesetz des Ebenmasses (La loi de la structure), où il développe le nombre d'or aux figures canoniques, par lesquelles des meubles peuvent être construits à l'échelle humaine. Son ouvrage principal,  Urzahl und Gebärde  (Nombre Primordial et Geste), a été publié en 1932. Ce travail sur les nombres en tant que psychologique et physiologique fondement d'être reçu une grande reconnaissance .
De nombreuses autres publications suivirent car Kükelhaus était encore étroitement lié à l'artisanat : en 1931, à la suite du décès de son père, il devint rédacteur en chef du revue professionnelle Das Tischlergewerk (Le métier de charpentier), où il est resté jusqu'en 1956. À partir de 1934, il a également été membre du personnel de la maison d'édition Alfred Metzner à Berlin, qui a publié la série Schriften zur deutschen Handwerkskunst (Écrits sur les arts et métiers allemands) (1935 ff) ainsi sous le nom de  Deutsche Warenkunde  (journal allemand du commerce des produits), un service d'actualités sur les produits du commerce et de l'industrie parfaitement conçus. Il organise des expositions et donne des conférences ainsi que des ateliers. En même temps, il était un écrivain et designer indépendant prolifique.

## Kükelhaus en tant que concepteur
Grâce à son implication avec Fröbelschen Spielgaben, un fabricant de jouets, et dans un dialogue avec la chercheuse de Fröbel Erika Hoffmann, il a conçu les jouets "Allbedeut", des jouets de dextérité pour les nourrissons, à partir de 1939. Leur importance a ensuite été soulignée par la psychologie du développement de Jean Piaget, ce qui lui a valu le prix fédéral Gute Form (Bonne Forme) en 1971.
En 1950, il devient éducateur à l'École des Arts et Métiers de Münster (Werkschule Münster, aujourd'hui Fachhochschule für Design), et à partir de 1954, il se consacre à la pige. En tant que designer de meubles, illustrateur, artiste verrier et sculpteur, il a participé à la conception de l'intérieur et de l'extérieur de bâtiments à la fois mondains et sacrés. Il s'installe dans la ville médiévale de Soest, en Rhénanie du Nord-Westphalie.

## Kükelhaus en tant que critique de l'architecture inhumaine
À partir de 1960, Kükelhaus intensifie ses recherches et études expérimentales sur les modalités sensorielles. Il a pris grand soin d'observer et a conclu que l'humanité moderne s'était, dans son avancement technique, dépouillée des expériences fondamentales nécessaires au développement du corps et des sens. Il a critiqué les tendances de plus en plus inhumaines de l'architecture moderne des années 1970 et a développé les principes de base de la construction "organologique". Il a travaillé sur des principes d'aménagement d'espaces pour tous les aspects de la vie selon les "Principes de fonctionnement du corps humain". Cet engagement a abouti à la publication accréditée Unmenschliche Architektur (1973) (Architecture inhumaine), et à un travail de conseil et d'implication artistique concernant l'architecture "organique" appropriée dans les écoles, les maternelles et les usines.

## Champ d'expérience pour le développement des sens
Kükelhaus a acquis une reconnaissance internationale grâce à son champ d'expérience pour le développement des sens, présenté à l'Exposition universelle de 1967 à Montréal sous la forme de 30 expositions d'expériences différentes. Au centre de ces expositions se dresse l'expérience du monde avec les sens et d une prise de conscience du corps, par opposition à un engagement purement intellectuel avec le monde. Au premier plan, l'engagement corporel et physique avec les manèges, les balançoires ou la texture du sol sous les pieds des visiteurs.
Ces expositions expérientielles sont des manifestations de sa phénoménologie de conscience concernant le processus d'apprentissage comme une expérience psycho-physiologique : Apprendre à travers le corps.

## Postérité
Il est l'inspirateur du musée Sensorium ainsi que de l'exposition Phänomena.

## Publications
(février 2022).
- Das Gesetz des Ebenmaßes. Selbstverlag, Essen 1932
- Urzahl und Gebärde. Grundzüge eines kommenden Maßbewußtseins. Metzner, Berlin 1934
  - Neuauflage: Klett und Balmer, Zug 1984  (ISBN 3-264-90200-1)
- Werde Tischler (mit G. Balkenhol). Berlin 1936
  - Neuauflage: Klett und Balmer, Zug 1994  (ISBN 3-264-83070-1)
- Die wahre Geschichte von klugen Köpfchen. Stichnote, Potsdam 1948
- Bildgeschichten vom Träumling. Zwölf Hefte. Bärenreiter, Kassel 1951-1952
  - Neuauflage, hrsg. v. Barbara Vogel-Kükelhaus: Rittersche, Soest 2000  (ISBN 3-9801714-5-0)
- Erzeugung als Dienst. Krefeld 1952
- Das Wort des Johannes. Metzner, Frankfurt am Main 1953
- Zeichen – Spiel – Tat. Heidenheimer Verlagsanstalt, Heidenheim 1954
- Dennoch heute. Heidenheimer Verlagsanstalt, Heidenheim 1956
- Die Phantasie des Leibes. Hannover 1966
- Über den Umgang mit der Macht. Gaia, Köln 1970
- Organismus und Technik. Walter, Olten 1971
  - Neuauflage (mit einem zusätzlichen Vorwort von Frederic Vester): S. Fischer, Frankfurt am Main 1979
    - Neu-Neuauflage: Hugo Kükelhaus Gesellschaft, Soest 2006  (ISBN 3-9805003-3-0)
- Unmenschliche Architektur. Von der Tierfabrik zur Lernanstalt. Gaia, Köln 1973
- Sechs Gesellen und ein Menschenfresser. Gaia, Köln 1974
- Fassen – Fühlen – Bilden. Organerfahrungen im Umgang mit Phänomenen. Gaia, Köln 1975
- Hören und Sehen in Tätigkeit. Klett und Balmer, Zug 1978  (ISBN 3-264-90150-1)
- Entfaltung der Sinne (mit Rudolf zur Lippe). S. Fischer, Frankfurt am Main 1982
- Das Leben leben. Zitate aus Texten von Hugo Kükelhaus, hg. v. Annemarie Weber. Ott, Thun 2004  (ISBN 3-7225-0038-9)
- Organ und Bewusstsein. Vom Sehen und Schauen. Der letzte Vortrag 30.9.1984. Isele, Eggingen 2005  (ISBN 3-86142-353-7)
- Gesammelte Rundfunkvorträge. Isele, Eggingen 2006  (ISBN 978-3-86142-392-8)